# 織田長恒
織田 長恒（おだ ながつね）は、江戸時代中期の大名。大和国柳本藩9代藩主。通称は亀次郎、左京。官位は従五位下・筑前守。

## 生涯
7代藩主・織田信方の五男として誕生。
宝暦11年（1761年）11月29日、8代藩主で兄・秀賢の養嗣子となる。宝暦12年（1762年）1月28日、10代将軍・徳川家治に御目見する。宝暦13年（1763年）8月26日、秀賢の隠居により、家督を相続した。同年12月9日、従五位下筑前守に叙任する。
明和3年（1766年）8月20日、または8月22日江戸で死去、享年27。墓所は祥雲寺。法号は享徳院殿謙光宗流大居士。

## 系譜
正室はなし。子女は1女。
- 父：織田信方
- 母：春光院 - 土方豊義娘
- 養父：織田秀賢
- 正室：なし
- 生母不明の子女
  - 女子

なお、『寛政重修諸家譜』では長男秀綿（長恒を継ぐ、実際は秀賢の三男）、次男秀寧の子女を掲載している。